# Язьво
Язьво — деревня в Гдовском районе Псковской области России. Входит в состав Плесновской волости.
Численность населения деревни в 2010 году составляла 6 жителей.

## Название
До Великой Отечественной войны известна как Язви, Язво.

## География
Расположена в северной части области, в зоне хвойно-широколиственных лесов, на берегу реки Чёрная (притока Яни, впадающей в Плюссу), в 34 км к востоку от города Гдова, административного центра района, и в 6 км к северо-востоку от волостного центра Плесна.

### Климат
Климат характеризуется как умеренно континентальный, с относительно коротким тёплым летом и продолжительной, как правило, снежной зимой. Средняя многолетняя температура самого холодного месяца (января) составляет −8 °С, температура самого тёплого (июля) — +17,4 °С. Среднегодовое количество осадков — 684 мм.

## Население
| 2001 | 2002 | 2010 |
| ---- | ---- | ---- |
| 5    | ↗8   | ↘6   |

Численность населения деревни составляет на 2001 год 5 человек, по переписи 2002 года — 8 человек, на 2010 год — 6 человек.
Национальный состав
Согласно результатам переписи 2002 года, в национальной структуре населения русские составляли 75 % от 8 жителей:
| Национальность | Численность, чел. | Доля  |
| -------------- | ----------------- | ----- |
| Русские        | 6                 | 75 %  |
| Другие         | 2                 | 25 %  |
| Итого          | 8                 | 100 % |

## Известные уроженцы
- Комарова, Наталья Владимировна — бывший губернатор Ханты-Мансийского АО.

## Инфраструктура
Личное подсобное хозяйство с зоной сельскохозяйственного использования, индивидуальная застройка усадебного типа.

## Транспорт
Просёлочная дорога.